# Голубая Нива (сельское поселение)
Сельское поселение Голубая Нива — муниципальное образование в составе Славянского района Краснодарского края России.
В рамках административно-территориального устройства Краснодарского края ему соответствует сельский округ Голубая Нива.
Административный центр и единственный населённый пункт — посёлок Голубая Нива.

## Население
| 2010  | 2012  | 2013  | 2014  | 2015  | 2016  | 2017  |
| ----- | ----- | ----- | ----- | ----- | ----- | ----- |
| 1693  | ↘1681 | ↗1686 | ↗1695 | ↘1694 | ↘1661 | ↗1662 |
| 2018  | 2019  | 2020  | 2021  | 2023  |       |       |
| ↘1637 | ↘1616 | ↘1609 | ↘1453 | ↘1410 |       |       |